# Hermann Lagershausen
Hermann Lagershausen (* 11. Dezember 1901 in Braunschweig; † 18. November 1977 ebenda) war ein deutscher Ingenieur und Hochschullehrer.

## Leben und Wirken
Lagershausen besuchte zunächst das Wilhelm-Gymnasium und studierte anschließend von 1922 bis 1927 Ingenieurbauwesen an der Technischen Hochschule Carolo Wilhelmina. In dieser Zeit unternahm er zwei ausgedehnte Reisen in die USA, um den dortigen Stand der Technik kennenzulernen. Während seines Studiums wurde er Mitglied der AMV Arminia Braunschweig (im Sondershäuser Verband). Er machte eine Fachausbildung zum Reichsbahnbauführer. Seine Zeit als Referendar bei der Reichsbahn in Magdeburg und Essen blieb ob der schwierigen Wirtschaftslage unbesoldet. Nach Ablegung der „Zweiten Staatsprüfung“ 1931 blieb er Regierungsbaumeister ohne Anstellung. 1935 promovierte er an der Hochschule mit einer Arbeit über den „Zwangsablauf in Rangierbahnhöfen“. Durch seine überzeugenden beruflichen Leistungen wurden ihm in der Zeit des Nationalsozialismus wichtige Aufgaben bei der Reichsbahndirektion übertragen.
Im Jahr 1951 übernahm er den Lehrstuhl für Verkehr und Eisenbahnwesen an der Technischen Hochschule Braunschweig (ehemals Carolo Wilhelmina) und wurde 1954 zum Gründer und Direktor des dortigen Instituts für Verkehr, Eisenbahnwesen und Verkehrssicherung bis zu seiner Emeritierung 1969. Von August 1960 bis Juli 1962 war er zudem Rektor dieser Universität. Seit 1958 war er ordentliches Mitglied der Braunschweigischen Wissenschaftlichen Gesellschaft.
Zu den bedeutenden Leistungen Lagerhausens zählt seine Grundlagenarbeit zum „Fahren auf elektrische Sicht“ mit Hilfe des sogenannten Linienleiters (LZB), die die heutige Sicherungstechnik der Bahnen mitgeprägt hat.

## Schriften (Auswahl)
- Der Zwangsablauf in Flachbahnhöfen. Eine krit. Betrachtg d. Mechanisierg von Verschiebebahnhöfen …. (Dissertation, TH Braunschweig) in: Eisenbahn- und verkehrstechnische Forschungen. Büro Doktor Bäseler, Heft 4. Reichsbahn-Zentralamt, München 1934, OCLC 72592252.
- Gutachten über die Netzgestaltung in der Stadt Braunschweig. Braunschweig 1954, OCLC 834178906.
- Gutachten über die Bauwürdigkeit einer Haupteisenbahn Braunschweig – Uelzen. in: Veröffentlichungen des Niedersächsischen Amtes für Landesplanung und Statistik. Band 13. Hannover Niedersächs. Amt f. Landesplanung u. Statistik, Hannover 1956, OCLC 73425519.
- mit Friedrich Zimmermann: Schienenverkehr und öffentlicher Nahverkehr. in:  Braunschweig 1966, OCLC 256626899.
- Hermann Arndt, Fritz Gerstenberg. (Nachrufe) in: Abhandlungen der Braunschweigischen Wissenschaftlichen Gesellschaft. Band 15, Friedr. Vieweg & Sohn, Braunschweig 1963, S. 203–205.